# Spet skupaj
Spet skupaj (rusko: Снова вместе) je drugi studijski album, takrat še sovjetske, kasneje pa ruske disko glasbene skupine Miraž (Мираж) izdan leta 1989 na kaseti, posnet pa že leto prej.
Na originalni naslovnici magnetnega albuma je prikazan kitarist skupine Aleksej Gorbašov in pevki v letih 1988-1990 - Tatjana Ovsienko in Margarita Suhankina. Leta 1994 je album izšel še na zgoščenki, ki je bila nekoliko spremenjena: spremenjen je bil vrstni red skladb, remiksiran je bil material, zaradi tehničnih razlogov pa so bili zamenjani spremljevalni vokalni deli. Režiser masteringa pri ponovni izdaji je Igor Babenko. Spremenila se je tudi naslovnica ponovne izdaje: na njej niso bile nikogaršnje fotografije.
Pred dejanskim izidom albuma je bila leta 1988 v prodaji kaseta z osnutkom izdaje, ki je vključevala štiri pesmi; »Prihaja noč« (Наступает ночь), »Spet skupaj« (Снова вместе), »Ne sprašujem več« (Я больше не прошу), in »Nov junak« (Новый герой), ki so bile kasneje v spremenjeni, nekoliko modificirani obliki, vključene na uradno izdan album prihodnje leto.

## Seznam skladb
Vso glasbo je napisal producent Andrej Litjagin. Seznam je objavljen v skladu z zadnjo uradno ponovno izdajo (1991).
| Št. | Naslov                                      | Besedilo        | Glasba          | Dolžina |
| --- | ------------------------------------------- | --------------- | --------------- | ------- |
| 1.  | „Музыка нас связала (Glasba naju povezuje)‟ | Valerij Sokolov | Andrej Litjagin | 4:28    |
| 2.  | „Наступает ночь (Prihaja noč)‟              | Valerij Sokolov | Andrej Litjagin | 4:23    |
| 3.  | „Снова вместе (Spet skupaj)‟                | Valerij Sokolov | Andrej Litjagin | 5:37    |
| 4.  | „Где я (Kje sem jaz)‟                       | Svetlana Razina | Andrej Litjagin | 4:34    |
| 5.  | „Я не шучу (Ne šalim se)‟                   | Svetlana Razina | Andrej Litjagin | 3:11    |
| 6.  | „Млечный путь (Mlečna cesta)‟               | Svetlana Razina | Andrej Litjagin | 4:24    |
| 7.  | „Море грёз (Morje sanj)‟                    | Andrej Litjagin | Andrej Litjagin | 4:06    |
| 8.  | „Снежинка (Snežinka)‟                       | Valerij Sokolov | Andrej Litjagin | 2:57    |
| 9.  | „Я снова вижу тебя (Se vidimo)‟             | Elena Stepanova | Andrej Litjagin | 3:48    |
| 10. | „Новый герой (Nov junak)‟                   | Svetlana Razina | Andrej Litjagin | 3:48    |
| 11. | „Я больше не прошу (Ne sprašujem več)‟      | Elena Stepanova | Andrej Litjagin | 3:56    |

## Sodelujoči
- Margarita Sukhankina – vokal
- Andrey Lityagin – glasba, aranžmaji, producent, snemanje
- Alexey Gorbashov - kitara, aranžmaji, snemanje